# Ucho Jidášovo
Boltcovitka ucho Jidášovo, jinak též ucho Jidášovo či boltcovitka bezová (Auricularia auricula-judae; syn. Hirneola auricula-judae) je hojná jedlá stopkovýtrusá houba, rostoucí převážně na bezu. Sbírat se mohou jak čerstvé, tak uschlé plodnice. Plodnice porostlé řasami ke sběru vhodné nejsou.

## Popis
Plodnice houby bývají chorošovitého, miskovitého či lasturovitého tvaru, vypouklé směrem vzhůru a bočně přirostlé ke dřevu; široké jsou 2–10 cm, tloušťky 1–3 mm. Plodnice mají nápadnou chrupavčitou konzistenci, jsou výrazně pružné, někdy průsvitné, na omak gumovité až rosolovité, za vlhka až lepkavé, z vnitřku lysé, z vnější strany mohou být lehce pýřité, zejména na vnitřní straně žilnatě zprohýbané. Barva přechází od červenohnědé ke kaštanově hnědé, vnitřní (spodní) strana může být světlejší. Plodnice rostou zpravidla ve skupinách vedle sebe a nad sebou. (Někdy jsou poprášné popadaným bělavým výtrusným prachem.)
Dužnina je za čerstva měkká, ohebná, za sucha tvrdá až rohovitá a lámavá, chuť nevýrazná, vůně též nevýrazná. Výtrusný prach je bílý, výtrusy úzce elipsoidní, bezbarvé, velikosti 13–23 × 4–8 µm.

## Výskyt

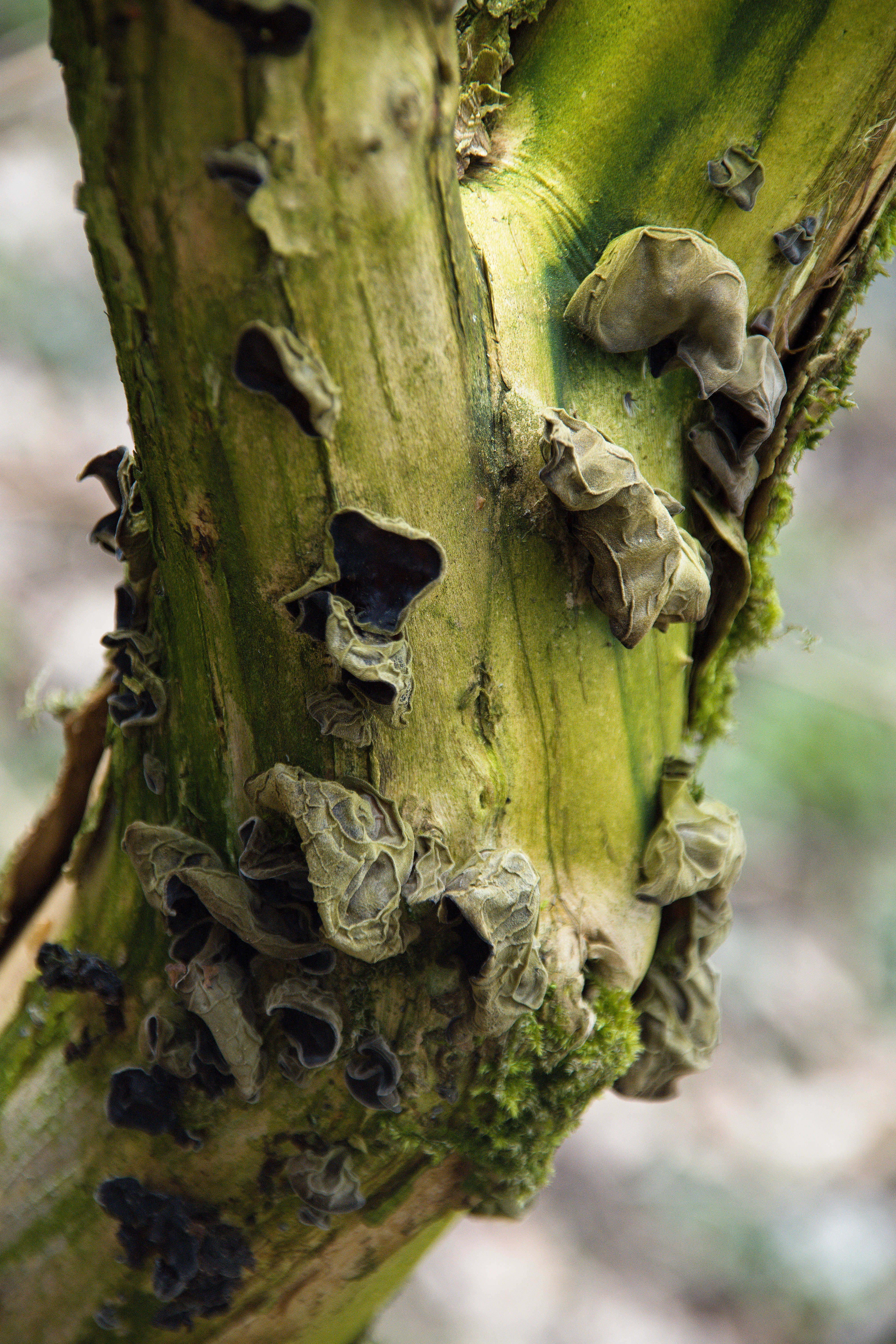
Houba bolcovitka Jidášovo ucho (Auricularia auricula-judae)

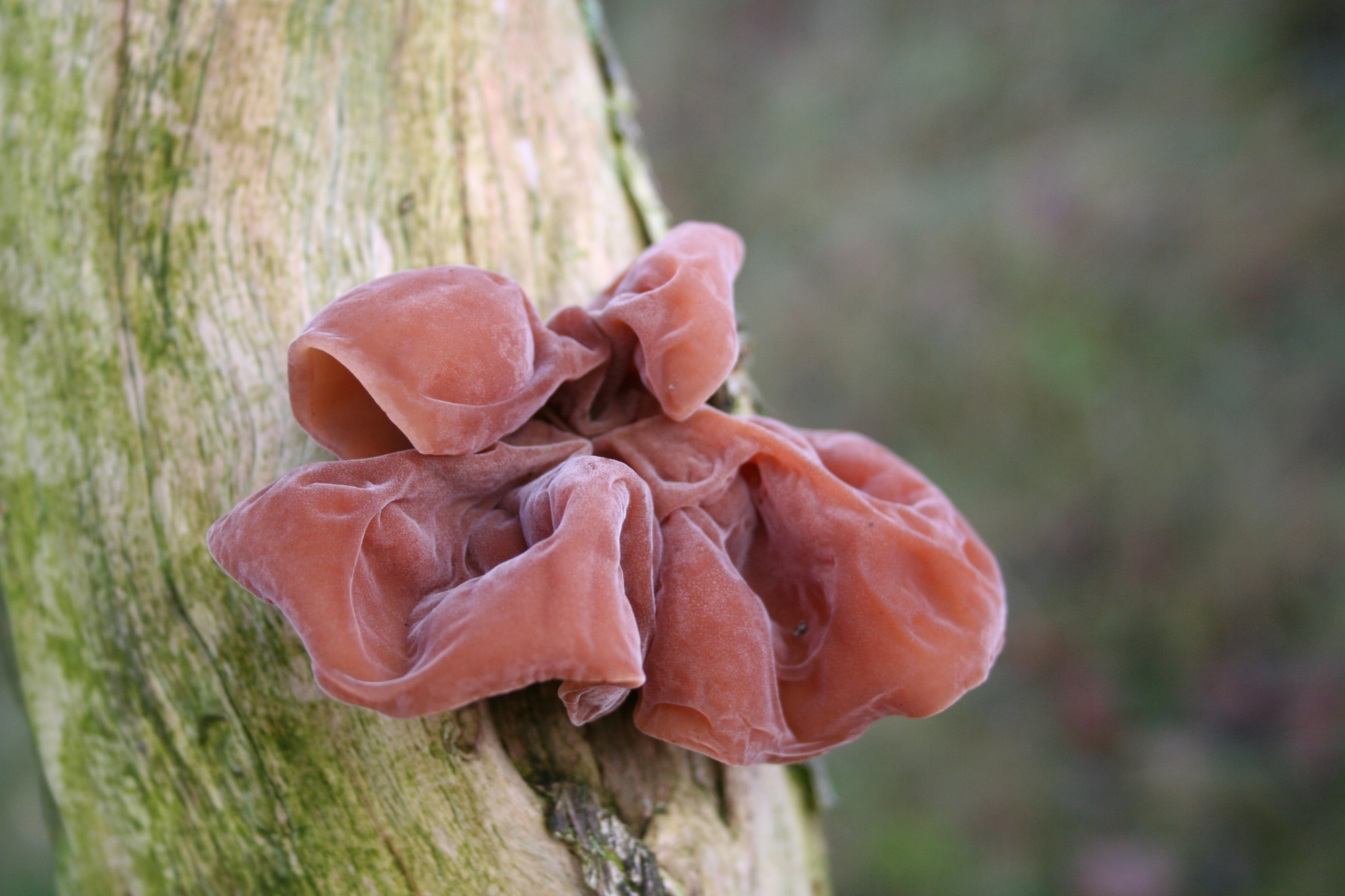
Ucho Jidášovo

Houba v Česku roste hojně, a to po celý rok včetně zimy. Vyskytuje se převážně na živých i odumřelých větvích bezu černého, roste také na dřevě listnatých stromů ve vlhčích lesích.

## Užití
Ucho Jidášovo lze dobře sušit. Před přípravou se plodnice dávají lehce oživit ponořením do vroucí vody na několik minut. Oživené nebo čerstvé se přidávají do směsí (např. rizoto), do polévek a zejména do čínských a japonských jídel.
V Evropě je v kuchyni používána málo, ale v Číně je velmi oblíbená a hojně užívána a pěstována. Jinak se nazývá čínská houba nebo černá houba. Má léčivé účinky.

## Možná záměna
- bolcovitka střevovitá (Auricularia mesenterica), která má povrch hrbolkatý, chlupatý a pruhovaný; je jedlá;
- rosolozub huspenitý (Pseudohydnum gelatinosum), který má plodnice bělavé až hnědavé, jsou tenčí a mají ostny; je jedlý;
- černorosol uťatý (Exidia truncata), který má hnědočerné až černé plodnice; je nejedlý;
- rosolovka listovitá (Tremella foliacea), která vytváří velké shluky tenkých mozkovitě zprohýbaných a laločnatých rosolovitých plodnic; roste zejména na dubech, bucích a břízách; je nejedlá.[2]

## Mezitaxonové vztahy
Pravděpodobně myceliem ucha Jidášova se živí potemník Platydema violaceum.